# 下三栖
下三栖（しもみす）は、和歌山県田辺市の町丁。2020年3月末現在の人口は2,228人。郵便番号は646-0216。

## 地理
田辺市中心部から東北東、左会津川の中流域にあたる。北で上秋津、東で中三栖・上富田町岡、南で新庄町・城山台、西で上万呂に接する。和歌山県道35号上富田南部線・和歌山県道216号温川田辺線・上万呂を起点とし当地区の城山台交差点で上富田町朝来方面および上野方面に分岐する田辺市道（南紀広域農道）の3本の道路が基幹道路となっている。
梅・みかん・すももなどの果樹栽培が盛んな農村地域であるが、近年は宅地化が進行し人口も増加傾向にある。また、南の岩屋谷地区には梅加工の食品工場などが立地する下三栖企業団地が存在する。

### 山岳
- 衣笠山
- 高畑山

### 河川
- 左会津川
- 夏白川（なつばこがわ）

## 歴史

### 地名の由来
古の時代に熊野権現の御簾領（神領）であったことに由来する。

### 沿革
- 江戸時代～幕末 - 牟婁郡下三栖村が存在。紀伊続風土記によれば石高781石・戸数99戸・人口452人。「旧高旧領取調帳」の記載によると紀州藩附家老安藤氏領。
- 慶応4年1月24日（1868年2月17日） - 安藤氏領が立藩して田辺藩領となる。
- 明治4年7月14日（1871年8月29日） - 廃藩置県により田辺県の管轄となる。
- 明治4年11月22日（1872年1月2日） - 和歌山県の管轄となる。
- 1879年（明治12年）1月20日 - 所属郡が西牟婁郡に変更。
- 1889年（明治22年）4月1日 - 町村制の施行により、上三栖村・中三栖村・下三栖村の3村が合併し三栖村を発足。
- 1956年（昭和31年）9月30日 - 三栖村が上芳養村・中芳養村・秋津川村・上秋津村・長野村と合併して牟婁町が発足。同町の大字となる。
- 1964年（昭和39年）10月15日 - 牟婁町が田辺市に編入。同市の大字となる。
- 2000年（平成12年）8月1日 - 地内より城山台が起立[2]。

## 交通

### バス
龍神自動車
- 長野線
  - 紀伊田辺駅～万呂～三栖～長野～（西原）～伏菟野

### 道路
- 和歌山県道35号上富田南部線
- 和歌山県道216号温川田辺線

## 施設
- 三栖王子
- 三栖廃寺
- 報恩寺（善光寺）
- 五郎地蔵寺
- 中の宮神社（御簾神社下三栖拝所）
- JA紀南総合選果場
- チョーヤ梅酒紀州工場
- 中田食品株式会社本社工場